# Стешик, Константин Леонидович
Константин Леонидович Стешик (род. 8 апреля 1979, Солигорск, Минская область, Белорусская ССР) — белорусский драматург, сценарист, поэт, прозаик.

## Биография
Константин Стешик родился 8 апреля 1979 года в Солигорске.
В 2003 году поступил в Белорусский государственный университет культуры и искусств на специальность «театральная драматургия».
В 2005 году дебютировал в качестве драматурга с пьесой «Мужчина – Женщина – Пистолет», которая стала лауреатом Международной премии «Евразия» Николая Коляды и была опубликована в журнале «Современная Драматургия». В том же году пьеса «Красная шапочка» получила специальный приз международного конкурса «Свободный Театр».
В последующие годы Стешик многократно становился финалистом и лауреатом крупнейших конкурсов и фестивалей драматургии, среди которых фестиваль молодой драматургии «Любимовка», «Первая читка», «Ремарка» и других.
В 2013 году фильм Ирины Волковой «Диалоги» по сценарию Стешика вошёл в конкурсную программу фестиваля «Кинотавр». Сценарий был номинирован на премию «Слово» и получил приз VII Чебоксарского международного кинофестиваля.
В 2017 году пьеса «Летели качели» вошла в финал конкурса драматургов «Кульминация».
Спектакли по пьесам Стешика идут в театрах Воронежа, Тюмени, Калининграда, Минска, Ростова-на-Дону, Москвы, Санкт-Петербурга, Нижнего Новгорода, Гомеля, Серова и др.
Живёт в Минске.

## Спектакли

### European College of Liberal Arts in Belarus
- «11 апреля», документальный спектакль о теракте в минском метрополитене, реж. Валентина Мороз[21]
- «Убежище», документальный спектакль о бытовом насилии, реж. Валентина Мороз[22]
- «Серая радуга», реж. Валентина Мороз[23]

### Другие площадки
- «Друг мой», Театр Суббота (Санкт-Петербург), реж. Андрей Сидельников[24]
- «Мертвые», Театр наций, реж. Сергей Чехов[25]
- «Время быть пеплом», On.Театр, Санкт-Петербург, реж. Наталья Лапина[26][27][28]
- «Кратковременная», Международный форум театрального искусства «ТЕАРТ», Минск, реж. Семен Александровский[29]
- «Кратковременная», театральный центр Vaba Lava, Таллин, реж. Семен Александровский
- «Родные и близкие», Белорусский свободный театр, реж. Владимир Щербань[30][31]
- «Летели качели», театр «Практика», реж. Марфа Горвиц[32][33]
- «Летели качели», Гомельский городской молодёжный театр, реж. Денис Паршин[34]
- «Летели качели», Ельцин-центр, Екатеринбург, реж. Семен Серзин[35][36]
- «Летели качели», театр «Новая драма», Пермь, реж. Марина Оленева[37][38]
- «Летели качели», Центр театрального мастерства, реж. Иван Комаров[39]
- «Ловушка для птиц», Воронежский академический театр драмы, реж. Иван Комаров[40]
- «Ловушка для птиц», Серовский театр драмы им. А.П. Чехова, реж. Петр Незлученко[41][42]
- «Ловушка для птиц», Ачинский драматический театр, реж. Иван Миневцев[43]
- «Ловушка для птиц», Комсомольский-на-Амуре драматический театр, реж. Никита Бетехтин
- «Грязнуля», Центр имени Вс. Мейерхольда, Москва, реж. Иван Комаров[44]
- «Грязнуля», Тюменский драматический театр, реж. Роман Габриа[45]
- «Грязнуля», Театр «18+», Ростов-на-Дону, реж. Сергей Чехов[46][47]
- «Спички», Национальный академический театр имени Янки Купалы, Беларусь, реж. Татьяна Ларина[48]
- «Спички», Калининградский областной драматический театр, реж. Елизавета Бондарь[49][50]
- «Спички», Театр юного зрителя имени А. А. Брянцева[51]
- «Спички», Эрарта-сцена, реж. Тимур Салихов[52]
- «Кодекс курильщика», Центр театрального мастерства, Нижний Новгород, реж. Иван Комаров[53][54][55]
- «Псибо», Центральная библиотека им. М.Ю. Лермонтова, Санкт-Петербург, реж. Тимофей Ткачев[56]
- "Камень глупости", Республиканский театр белорусской драматургии, Минск, реж. Дмитрий Зимин.

"Друг мой", Невидимый театр, Санкт-Петербург, реж. Семён Серзин.
"Голова", Театр на Литейном, Санкт-Петербург, реж. Кирилл Люкевич.
"Голова", театр "Человек", Москва, реж.Скворцов.
"Голова", театр " Комедiя", Нижний Новгород, реж. Лев Харламов

## Фильмография
2013 — «Диалоги», реж. Ирина Волкова

## Оценки творчества
"Константин Стешик представляет круг минских молодых драматургов, вдруг, без особого веления свыше или извне, возникшего в тоталитарной Беларуси. О феномене молодой белорусской пьесы сегодня звенит вся Восточная Европа. Блестяще слышащий драматургию повседневных диалогов, ломаную логику человеческого общения, Стешик развивается очень интересно. О чем пишет Стешик? О подвижках человеческого сознания, о драматургическом пути человеческой эмоции в диалоге с самой собой и решениях поменять свою жизнь кардинально, о любви мужчины и женщины, похожей на кровопролитную войну полов. Хороший диалогист, слухач, мучающаяся неспокойная натура, Костя Стешик описывает внутренние процессы человеческой психики, в ее современном состоянии – раздробленной, рваной, капризной, агонизирующей. Его мир хрупок и трагичен, как жанр элегии – пика он достигает в «Сценах из жизни», одной из самых цельных пьес Стешика." Павел Руднев, театральный критик